# 96猫
96猫（くろねこ、1993年3月30日 - ）は、日本の女性歌手。動画共有サービスニコニコ動画の「歌ってみた」で活躍の歌い手。多様な声色を用いて楽曲を表現する。YouTubeと合わせた投稿動画再生数は累計3億回以上。ソニー・ミュージックレコーズよりメジャーデビュー。大阪府出身。

## 人物
96猫の由来は黒色と猫が好きで黒猫が好きな所から来ている。他に響希ナツメの生放送主名義があったが2010年7月以降は96猫に名義が統一される。一人称は「私」もしくは「わし」。血液型はO型。おひつじ座。
小学校2・3年生くらいからカラオケによく通っていた為に歌うことがもともと好きだった。当時は浜崎あゆみ、ゆず、母親の影響で中森明菜をよく歌っていた。1日15時間はひたすら歌っていた。歌で褒められた事がなく打楽器のタンブリンの演奏を褒められた。高校2年生の時に本格的に歌を歌っていきたいと思い始める。
歌を親しくなった人に聴かせていたが全く知らない人に聴かせて歌の評価を知りたいが為、小学3年生の時にモバイルサイトの掲示板に投稿する。後にニコニコ動画で投稿するようになる。初投稿で「音程が来い」のタグを付けられ自信をへし折られたが、すぐに気持ちを新たにしタグを消してやるぞの思いで週1の頻度で動画を投稿し続けた。楽曲制作に妥協しない。歌い手をやっていてよかったと思う瞬間はファンの人から「元気もらいました」「助けられました」と言われた時。
好きな事は音楽の他に、声優、アニメ、ゲーム可愛い女の子、タピオカ。声優に憧れていて、アニメの台詞の声真似をするのが昔から好きだった。ゲームはロールプレイングゲーム、アクションゲーム、対戦型格闘ゲーム、シューティングゲームが好き。休みの時はウィンドウショッピング、Twitter、偶に洋画を借りている。基本はインドア派である。犬のしーちゃん（パピヨン）は実家で飼っており、猫のくぅちゃん（ソマリ）を飼っている。動物は何でも好き。
好きなスポーツはサッカー、バスケットボール、テニスなど。好きな食べ物はじゃがりこ、ブロッコリー、海苔。他に蒲焼さん、サラダ、スルメ、タピオカ、おつまみ系、肉。ご飯を結構がっつり食べる、目玉焼きはコショウ派である、自炊はしていない。
嫌いな食べ物はエビ（小さい頃、母に背わたを糞だと言われたため）、貝類。好きな言葉はありがとう。

## 略歴
- 2006年、ニコニコ動画カテゴリ「歌ってみた」を開始[itw 1]。

- 2013年7月30日、初のライブツアーを東名阪で開催[8]。
  - 11月25日、KADOKAWA出版の96猫オフィシャルブックが発売[9]。

- 2015年12月7日、自身のファンクラブ「96ねこじゃらし」を開設[10]。

- 2016年春アニメ、影鰐-KAGEWANI-承（第2期）第8話にてナギ・ヤグルの母親役で声優デビュー[11]。
  - 6月29日、メジャーデビュー作 ミニアルバム「Crimson Stain」を発売[12]。
  - 8月5日、初のアコースティックミニライブ&トークショーイベントを東京で開催[13]。
  - 10月3日、JFN系ラジオ「ニコラジパーク」火曜レギュラーパーソナリティに就任[14]。

- 2017年3月15日、メジャー初の自身のシングル「嘘の火花」を発売[15]。EAN 4547366293364。
- 2019年、Vtuber「黯希ナツメ」としてデビュー。
- 2022年、アニメ「パリピ孔明」で月見英子の歌唱を担当している。

## ディスコグラフィ
最高位は、オリコンウィークリーチャートに基づく。

### 配信限定シングル
| 発売日        | タイトル                                           |
| ------------- | -------------------------------------------------- |
| 2016年4月22日 | Crimson Stain (ショートVer.)                       |
| 2021年3月19日 | 劣等上等 / 96猫✕天月-あまつき-                     |
| 2021年3月19日 | おおかみは赤ずきんに恋をした / 96猫✕天月-あまつき- |

### アルバム

#### カバーアルバム
| 枚  | 発売日        | タイトル               |
| --- | ------------- | ---------------------- |
| 1st | 2023年5月12日 | アニメっていいよなぁ?! |

### タイアップ
| 楽曲                     | タイアップ                                                | 時期   |
| ------------------------ | --------------------------------------------------------- | ------ |
| 流れ星                   | テレビアニメ「探検ドリランド」エンディングテーマ          | 2012年 |
| 下弦の月                 | テレビ番組「musicるTV」1月度エンディングテーマ            | 2013年 |
| シャンランラン feat.96猫 | テレビアニメ「ふらいんぐうぃっち」オープニングテーマ      | 2016年 |
| Crimson Stain            | テレビアニメ「影鰐-KAGEWANI-承」挿入歌                    | 2016年 |
| 嘘の火花                 | テレビアニメ「クズの本懐」オープニングテーマ              | 2017年 |
| Y学園へ行こう 疾走編     | テレビアニメ『妖怪学園Y 〜Nとの遭遇〜』エンディングテーマ | 2020年 |
| Give It Up?              | テレビアニメ『天地創造デザイン部』オープニングテーマ      | 2021年 |
| 承認欲求                 | テレビアニメ『ネガポジアングラー』エンディングテーマ      | 2024年 |

### 参加作品
| 発売日         | 商品名                                 | 歌                                                                                              | 楽曲 | 備考                                                 |
| -------------- | -------------------------------------- | ----------------------------------------------------------------------------------------------- | --- | ---------------------------------------------------- |
| 2016年6月22日  | Princess/シャンランラン アニメ盤       | miwa feat.96猫                                                                                  | 「シャンランラン feat.96猫」 | テレビアニメ『ふらいんぐうぃっち』オープニングテーマ |
| 2022年5月25日  | 気分上々↑↑                             | EIKO starring 96猫、諸葛孔明（CV:置鮎龍太郎）                                                   | 「気分上々↑↑」 | テレビアニメ『パリピ孔明』エンディングテーマ         |
| 2022年5月25日  | 気分上々↑↑                             | EIKO starring 96猫、諸葛孔明（CV:置鮎龍太郎）、KABE太人（CV:千葉翔也）                          | 「気分上々↑↑」 | テレビアニメ『パリピ孔明』エンディングテーマ         |
| 2022年5月25日  | 気分上々↑↑                             | EIKO starring 96猫、諸葛孔明（CV:置鮎龍太郎）、KABE太人（CV:千葉翔也）、久遠七海 starring Lezel | 「気分上々↑↑」 | テレビアニメ『パリピ孔明』エンディングテーマ         |
| 2022年7月27日  | パリピ孔明 VOCAL COLLECTION MEGAMORI!! | EIKO starring 96猫                                                                              | 「Be Crazy For Me」 「I’m still alive today acoustic ver.」 「Shooting Star」 「六本木うどん屋（仮）」 「Find the way」 「I’m still alive today」 「DREAMER」 「UNDERWORLD EIKO ver.」 | テレビアニメ『パリピ孔明』挿入歌                     |
| 2022年7月27日  | パリピ孔明 VOCAL COLLECTION MEGAMORI!! | EIKO starring 96猫 & 久遠七海 starring Lezel                                                    | 「I’m still alive today EIKO&七海 ver.」 | テレビアニメ『パリピ孔明』挿入歌                     |
| 2023年10月25日 | メメントモリ Lament Collection Vol.1   | 96猫                                                                                            | 「怒涛」 | ゲーム『メメントモリ』キャラクター専用曲             |
| 2024年10月11日 | イト/承認欲求                          | 96猫                                                                                            | 「承認欲求」 | テレビアニメ『ネガポジアングラー』エンディングテーマ |

### コンピレーション
- BabyPod 〜VocaloidP×歌い手 collaboration collection〜（2012年9月26日、CRCP-40329） - MUGICに参加[19]。109位[オリコン 1]。EAN 4988007251235。
- Parallel Universe - tribute to JimmythumbP -（2014年10月15日、QWCE-376） - ジミーサムPのアルバムにAnother Worldで参加[20]。29位[オリコン 2]。EAN 4582275374292。
- ボクとキミとの時間旅行 Nem feat.初音ミク、鏡音リン、鏡音レン、GUMI、MAYU（2015年1月7日、QWCE-00406） - ボカロPのアルバムに「或る化け猫の恋物語（ボカロVer.）」で参加[21]。77位[オリコン 3]。EAN 4582275374599。

#### その他
- monochrome（2013年7月17日、DGSA-10076） - nero projectの1stアルバムにコーラスで参加[22]。42位[オリコン 4]。EAN 4571192984134。
- マイネームイズラヴソング（2015年9月30日、GNCL-1258） - 初回限定盤特典CDのテロルに参加[23]。23位[オリコン 5]。EAN 4988102329495。

## 参加ユニット

### CLΦSH
『CLΦSH（クロッシュ）』とは、96猫×囚人Pからなるユニット。
同人
- ScHWarz（シュバルツ）〜黒〜（2011年） - EAN 4562333732004。
- Weiβ（ヴァイス）〜白〜（2011年） - EAN 4562333732011。

メジャー
- EXIT TUNES PRESENTS FINAL FICTION（2012年7月4日、QWCE-227） - 15位。EAN 4582275372816。

### WhiteFlame
『WhiteFlame』とは、黒うさP率いるクリエイター集団。
- 月と星の虚構空間（2013年1月9日、YICQ-10266） - 流れ星（テレビアニメ「探検ドリランド」のエンディングテーマ）下弦の月（テレビ番組「musicるTV」の1月度エンディングテーマ）収録[4]。27位[オリコン 7]。EAN 4542114102660。

### チームペットショップ
『チームペットショップ』とは、96猫、コゲ犬、vip店長の3人からなるユニット。
同人
1. 犬猫店長（2014年8月13日） - EAN 4571192986350。
2. 続・犬猫店長（2015年7月15日） - EAN 4571192989085。

### 96バナナ
『96バナナ』とは、96猫、おればななP、ギガP（baby cupidから参加）からなるユニット。
同人
1. Asymmetry（2012年1月8日、96BNN-0001） - EAN 4562333734008。
2. baby cupid（2013年8月12日）[26]

### BAE（ベイ）
『BAE』とは、96猫、梶原岳人、村瀬歩からなるユニット。HIPHOPメディアミックスプロジェクト『Paradox Live（パラドックスライブ）』に登場するアン・フォークナー、朱雀野アレン・燕夏準の大学生ユニット。1st CD『Paradox Live Opening Show』に『BaNG!!!』
が収録 されている

## 出演

### ライブ

#### 単独
1. 東・名・阪!〜チョコっと96猫お邪魔します、ワッと驚く3公演〜 略してチョコクロワッサン! 96猫 Live Tour（2013年7月30日・8月1・3日、umeda AKASO・名古屋ボトムライン・赤坂BLITZ）[8]
2. 96猫 LIVE TOUR“ちょこっと96猫お邪魔します2015春、略してチョコクロ 15”（2015年3月24・26・30日、名古屋CLUB QUATTRO・umeda AKASO・渋谷CLUB QUATTRO）[itw 1][28]
3. 96猫 LIVE TOUR “ちょこっと96猫お邪魔します!〜2.5D〜”（2017年3月29・31日、なんばHatch・Zepp DiverCity TOKYO）[29]
4. 96猫 バーチャルライブ ゼロ（2018年5月4日、サンリオピューロランド　1Fエンターテイメントホール）
5. 96猫3Dライブ「96NEKO SHOW TIME」（2022年1月15日、配信）[30]

#### 共演
- EXIT TUNES ACADEMY FINAL SPECIAL 2014（2014年8月3日、さいたまスーパーアリーナ） - ETAステージに出演[31]。
- 虹色オーケストラ（2014年12月27日、東京国際フォーラム ホールA）[32]
- Stars on Planet 2015（2015年7月11・29日・8月1日、大宮ソニックシティ・福岡サンパレス 大ホール・神戸文化ホール）[33]
- CONNECT LIVE（2016年2月19日、赤坂BLITZ）[34]
- 秋風ライブラリー（2016年10月1・10日、神戸文化ホール 大ホール・川崎市教育文化会館）[35]
- Stars on Planet 2017（2017年7月17日予定・8月5日予定、大宮ソニックシティ・神戸文化ホール）[36]

### ラジオ
- ニコラジパーク（2016年10月3日 - 2017年12月、JFN系列全国24局） - 火曜レギュラーパーソナリティに天月-あまつき-と出演[14]。

### イベント
- アコースティックミニライブ&トークショー（2016年8月5日、東京） - ミニアルバム「Crimson Stain」購入抽選特典[13]。
- 96猫『嘘の火花』発売記念「ちょこっと“イケブ96”お邪魔します!〜謎解き大作戦〜」（2017年3月14-19日、ニコニコ本社 nicocafe）[37]
- VTuber Fes Japan 2022 DAY1 supported by poidy (2022年4月29日、幕張メッセ)

### 声優

#### テレビアニメ
- 影鰐-KAGEWANI-承 （2016年、ナギ・ヤグルの母親[38]）
- パリピ孔明 （2022年、月見英子[39]〈歌唱〉）
- Paradox Live THE ANIMATION（2023年、アン・フォークナー[40]、ラジオ音声）

#### ゲーム
- 夢職人と忘れじの黒い妖精（ベルベット[41][42]）

#### デジタルコミック
- ロメオ〜プロローグ〜（2017年、マネージャー）

#### ドラマCD
- Paradox Live（2019年、アン・フォークナー[43]）

### 書籍
- 96猫オフィシャルブック（2013年11月25日、KADOKAWA）[9]
- 歌ってみたの本 January 2014（2013年11月30日、KADOKAWA） - インタビュー[9]。
- 歌ってみたの本 January 2015（2014年12月1日、KADOKAWA） - 表紙、大特集[44]。

### オリコン
過去最高の売上ランキング
1. ↑  “コンピレーションアルバム BabyPod 109位”. ORICON NEWS. 2017年3月3日閲覧。
2. ↑  “コンピレーションアルバム Parallel Universe 29位”. ORICON NEWS. 2017年3月3日閲覧。
3. ↑  “コンピレーションアルバム ボクとキミとの時間旅行 77位”. ORICON NEWS. 2017年3月3日閲覧。
4. ↑  “アルバム monochrome 42位”. ORICON NEWS. 2017年3月3日閲覧。
5. ↑  “アルバム マイネームイズラヴソング 23位”. ORICON NEWS. 2017年3月3日閲覧。
6. ↑  “アルバム EXIT TUNES PRESENTS FINAL FICTION 15位”. ORICON NEWS. 2017年3月9日閲覧。
7. ↑  “ミニアルバム 月と星の虚構空間 27位”. ORICON NEWS. 2017年3月7日閲覧。

### インタビュー
1. 1 2 3 4 5 6 7 8 9 10 11 12  “96猫「Brand New…」インタビュー”. 音楽ナタリー. 2017年3月3日閲覧。
2. 1 2 3  “96猫×伊東歌詞太郎・96猫×ろん 「ニコ動」とメジャー “戦友”たちが抱く思い”. 音楽ナタリー. 2017年3月3日閲覧。
3. 1 2 3 4 5  “あんみが突撃! 歌い手 96猫さんにインタビュー♥”. 魔法のiらんど (2015年3月4日). 2017年3月6日閲覧。